# محاکمه در نورنبرگ
محاکمه در نورنبرگ (به انگلیسی: Judgment at Nuremberg) فیلمی درام حقوقی به کارگردانی استنلی کریمر با بازی اسپنسر تریسی است. داستان فیلم در مورد محاکمه تعدادی از قضات آلمان نازی است که دادگاه آن‌ها در ادامه دادگاه نورنبرگ تشکیل شد. فیلم نامزد یازده جایزه اسکار بود که توانست در دو بخش فیلم‌نامه اقتباسی برای ابی مان و بهترین بازیگر نقش اول مرد برای ماکسیمیلیان شل، توفیق کسب کند.